# Talensac
Talensac (en bretó Talenseg, en gal·ló Talanczac) és un municipi francès, situat a la regió de Bretanya, al departament d'Ille i Vilaine. L'any 2006 tenia 2.319 habitants.

## Demografia
| 1962                                       | 1968 | 1975  | 1982  | 1990  | 1999  |
| ------------------------------------------ | ---- | ----- | ----- | ----- | ----- |
| 886                                        | 901  | 1.083 | 1.977 | 2.057 | 2.044 |
| Des de 1962: població sense dobles comptes |      |       |       |       |       |

## Administració
| Període | Identitat     | Partit |
| ------- | ------------- | ------ |
| 2001-   | Armand Bohuon |        |